# Палісадник університетської бібліотеки
Паліса́дник університе́тської бібліоте́ки — парк-пам'ятка садово-паркового мистецтва місцевого значення в Україні. Розташований у місті Ужгороді Закарпатської області, на вулиці Капітульній, 9. 
Площа 0,5 га. Статус надано згідно з рішенням Закарпатського облвиконкому від 18.11.1969 року, № 414, та від 25.07.1972 року, № 243. Перебуває у віданні Ужгородського національного університету. 
Створено з метою збереження скверу з насадженнями дерев і кущів різних видів. Цінний для естетичних, рекреаційних і освітньо-виховних цілей. 

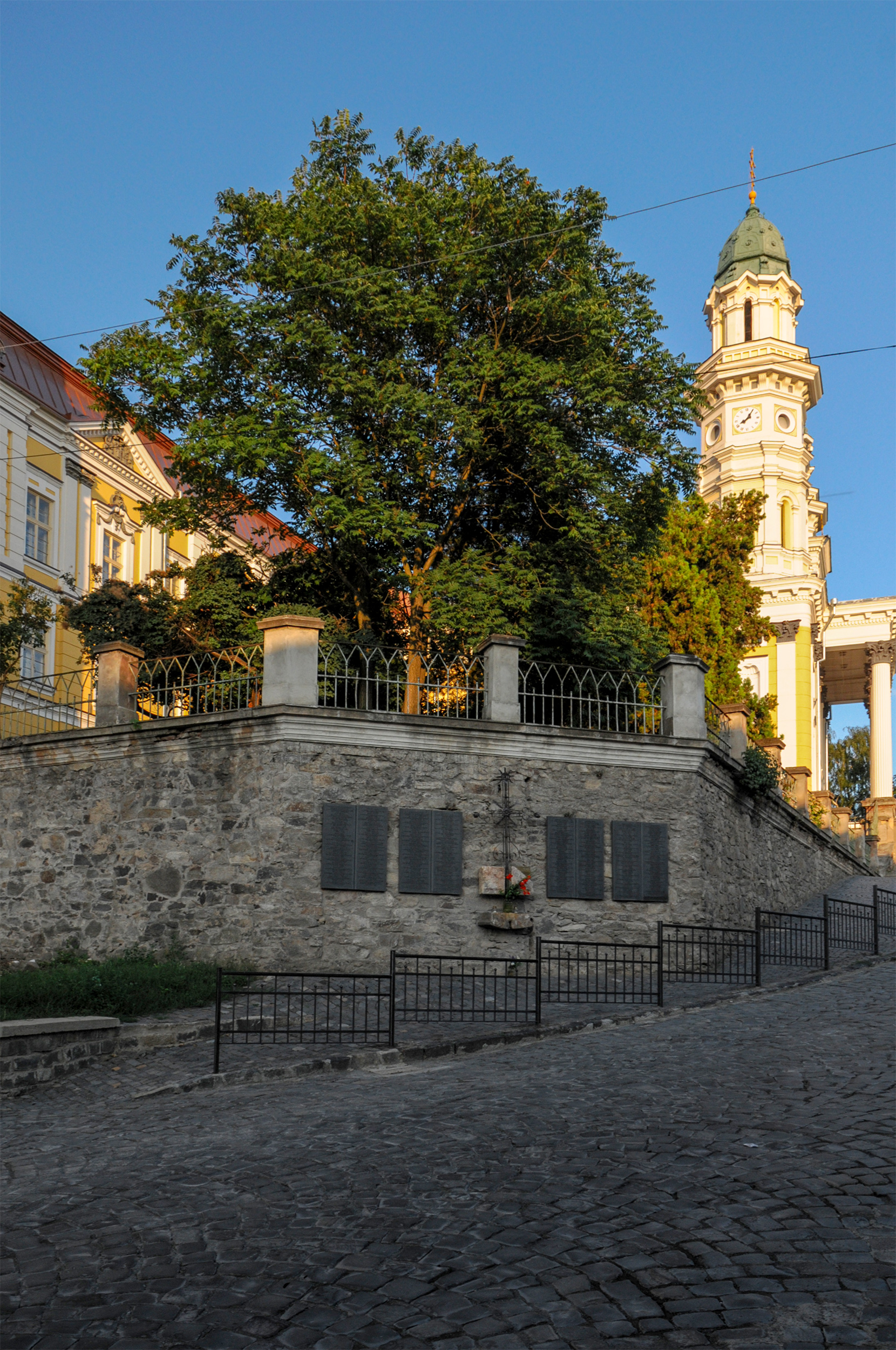
Дерево у палісаднику
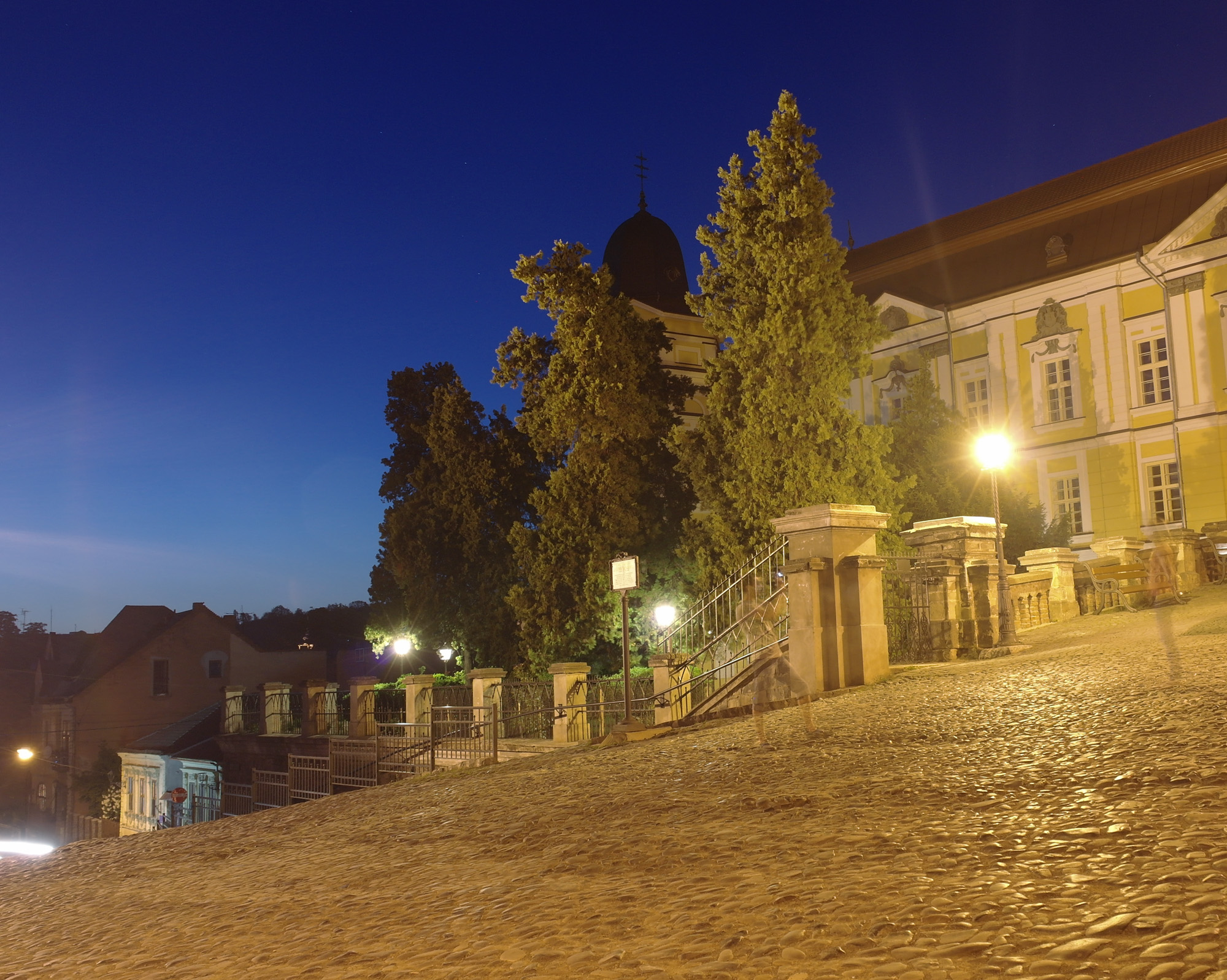
Палісадник увечері
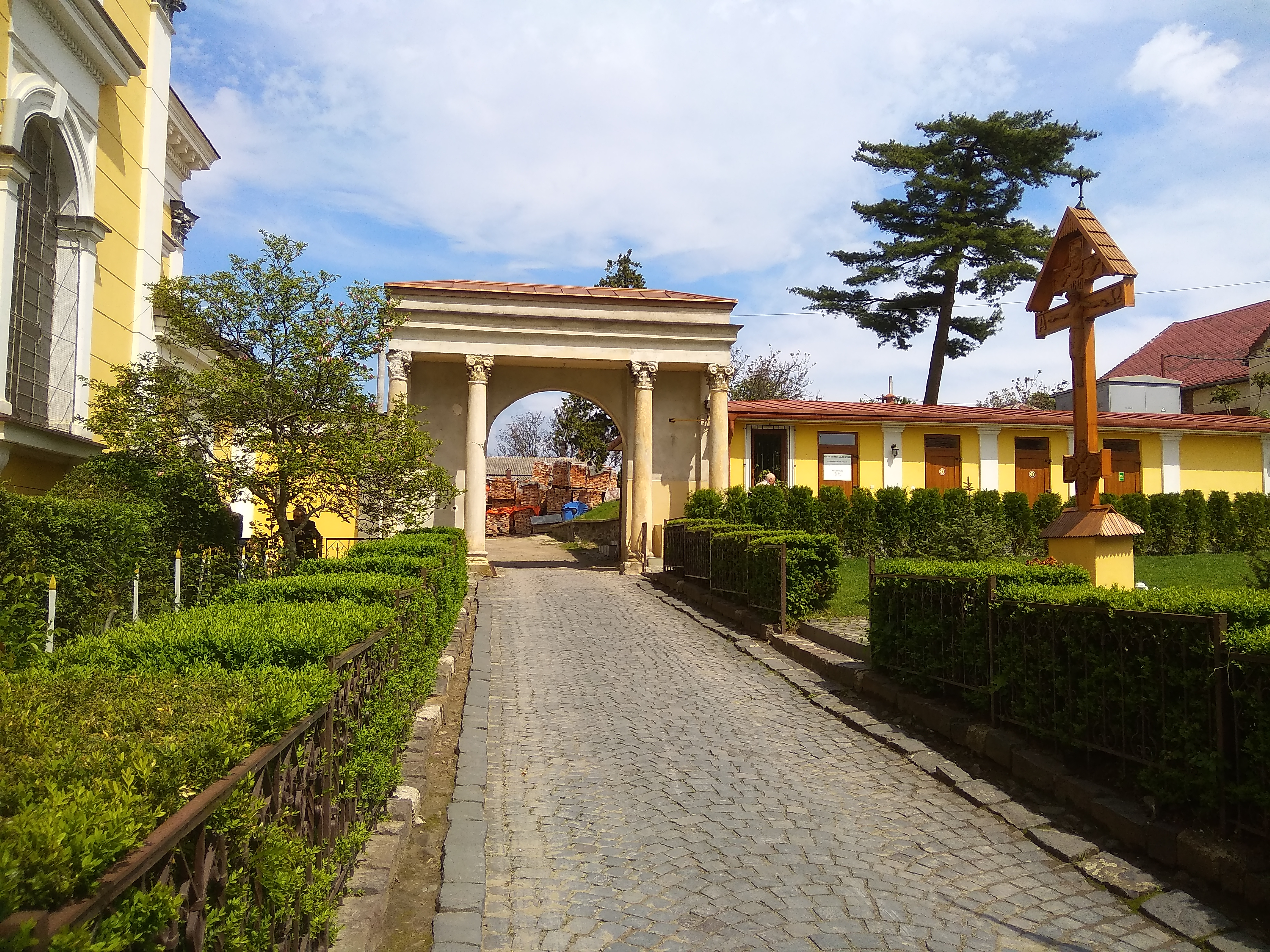
Парадні ворота палісадника
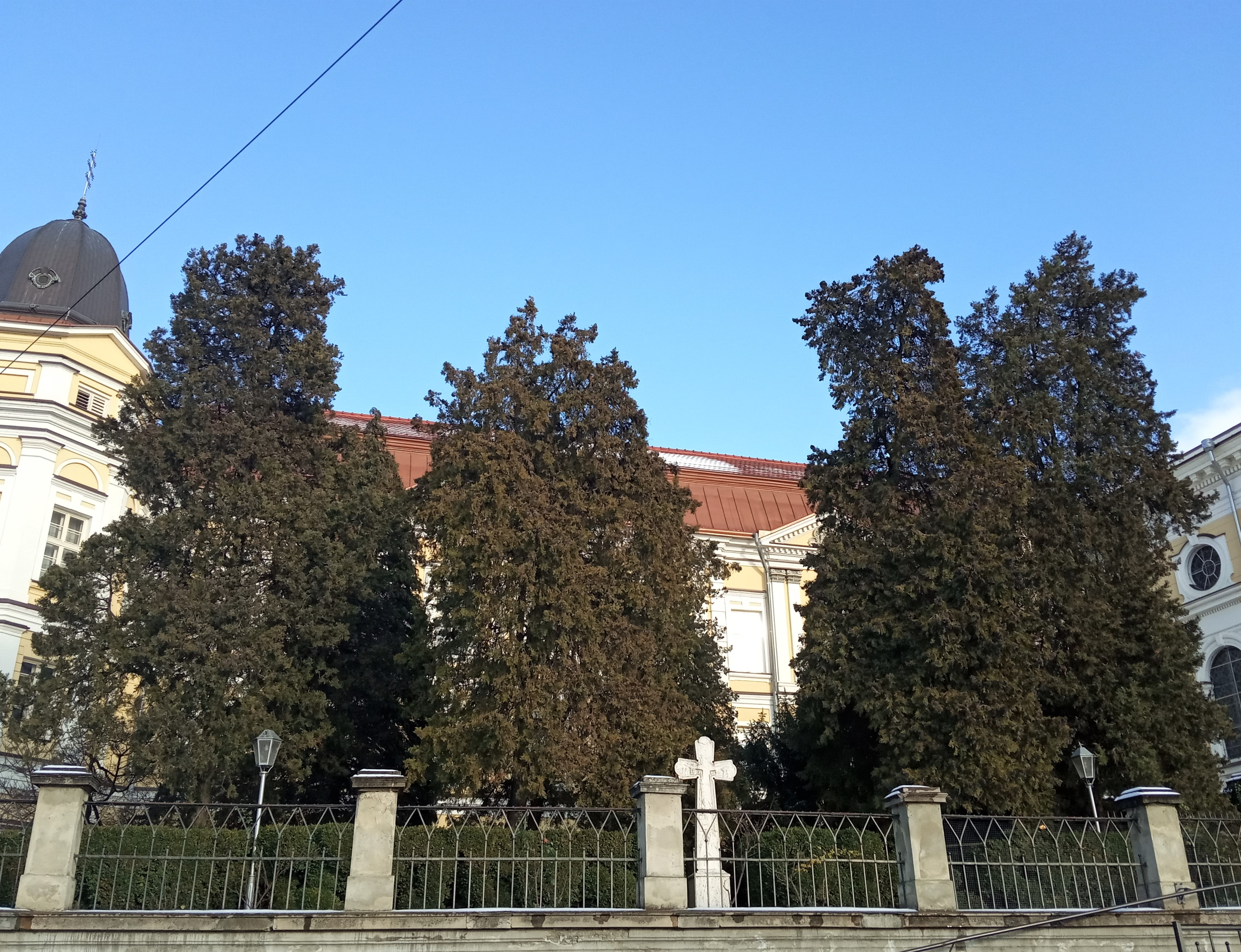
Дерева палісадника
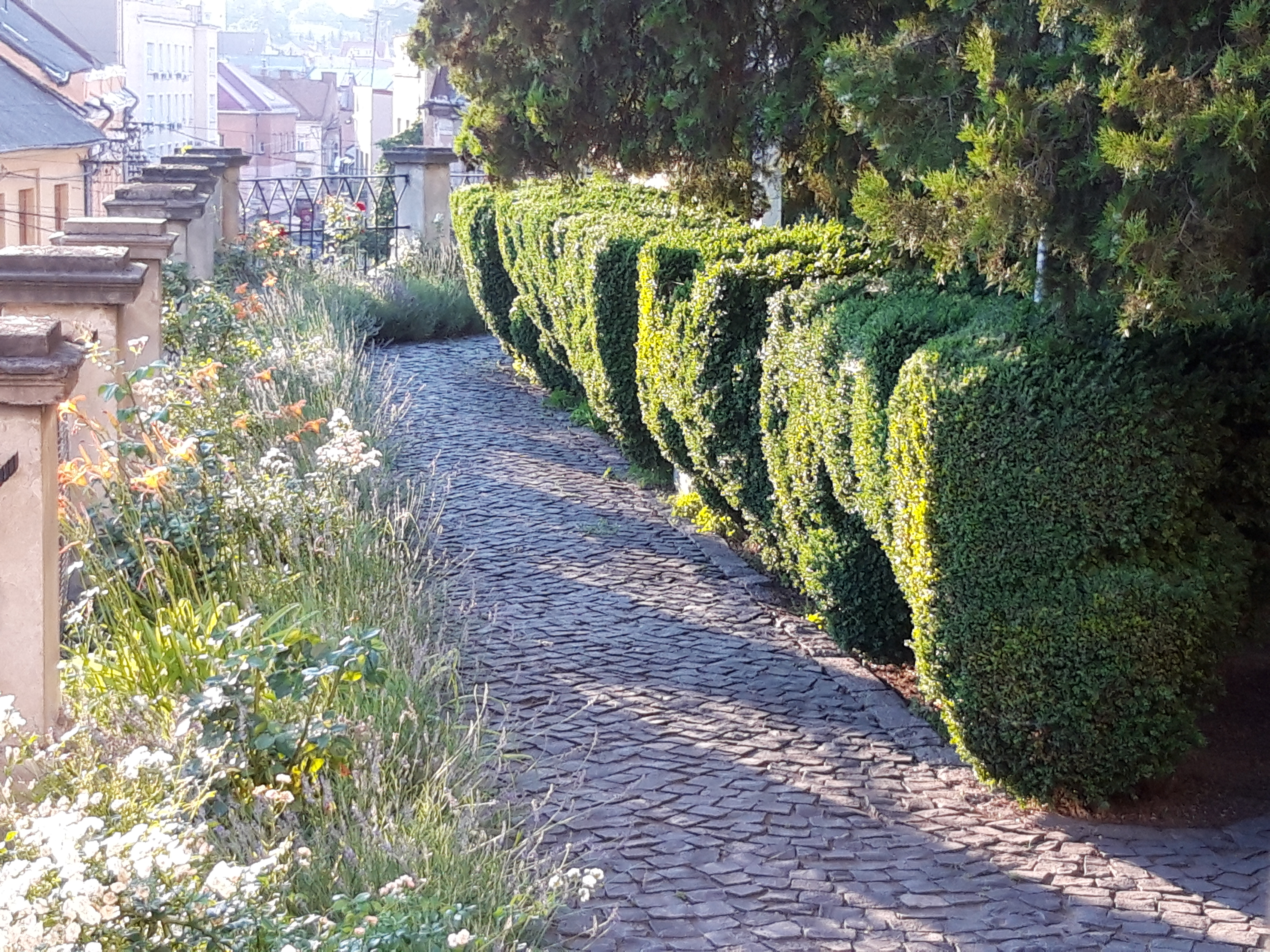
Кущі палісадника